# Бастьєн Мепію
Ндемені Бастьєн Шефрен Мепію Менаджу (фр. Ndemeni Bastien Chefren Meupiyou Menadjou; нар. 16 березня 2006) — французький футболіст, захисник англійського клубу «Вулвергемптон Вондерерз», який на правах оренди виступає за португальську «Алверку».

## Клубна кар'єра

### «Нант»
Вихованець команд «Париж» і «Монфермей»; 2019 року приєднався до академії «Нанта». 2 листопада 2022 року підписав з клубом свій перший професіональний контракт. 3 грудня 2022 року дебютував за резервну команду в матчі Насьйоналя 2 проти «Лор'яна Б».
1 вересня 2023 року дебютував в основному складі «Нанта» в матчі Ліги 1 проти «Марселя», вийшовши з перших хвилин. Також у цій грі на 9-й хвилині отримав червону картку і був вилучений з поля.

### «Вулвергемптон Вондерерз»
29 серпня 2024 року перейшов в анлійський клуб «Вулвергемптон Вондерерз», підписавши п'ятирічний контракт з опцією продовження ще на один сезон. Сума трансферу становила 5 млн євро.
22 липня 2025 року відправився в сезонну оренду в португальську «Алверку», що за підсумками попереднього сезону підвищилась в класі. 10 серпня дебютував за нову команду в матчі Прімейра-ліги проти «Морейренсі», вийшовши в стартовому складі.

## Кар'єра в збірній
Народився у Франції та має камерунське походження. Виступав за збірні Франції до до 16, до 17 і до 18.
В травні 2023 року потрапив в заявку збірної до 17 років на юнацький чемпіонат Європи в Угорщині. На турнірі провів усі 6 матчів своєї команди, яка дійшла до фіналу, де поступилась збірній Німеччині в серії пенальті. Восени 2023 року виступав на юнацькому чемпіонаті світу в Індонезії. На турнірі зіграв сім поєдинків, відзначившись м'ячем проти збірної США, а його команда дійшла до фіналу, де в підсумку програла німцям в серії пенальті (Мепію свій удар не реалізував).

## Статистика виступів
Станом на 17 серпня 2025
| Клуб                    | Сезон             | Чемпіонат         | Чемпіонат | Чемпіонат | Кубок | Кубок | Кубок ліги | Кубок ліги | Єврокубки | Єврокубки | Інші  | Інші | Всього | Всього |
| Клуб                    | Сезон             | Дивізіон          | Матчі     | Голи      | Матчі | Голи  | Матчі      | Голи       | Матчі     | Голи      | Матчі | Голи | Матчі  | Голи   |
| ----------------------- | ----------------- | ----------------- | --------- | --------- | ----- | ----- | ---------- | ---------- | --------- | --------- | ----- | ---- | ------ | ------ |
| Нант Б                  | 2022–23           | Насьйональ 2      | 15        | 0         | —     | —     | —          | —          | —         | —         | —     | —    | 15     | 0      |
| Нант Б                  | 2023–24           | Насьйональ 3      | 3         | 0         | —     | —     | —          | —          | —         | —         | —     | —    | 3      | 0      |
| Нант Б                  | Всього            | Всього            | 18        | 0         | 0     | 0     | 0          | 0          | 0         | 0         | 0     | 0    | 18     | 0      |
| Нант                    | 2023–24           | Ліга 1            | 1         | 0         | 0     | 0     | —          | —          | —         | —         | —     | —    | 1      | 0      |
| Вулвергемптон Вондерерз | 2024–25           | Прем'єр-ліга      | 0         | 0         | 0     | 0     | 0          | 0          | —         | —         | —     | —    | 0      | 0      |
| Алверка                 | 2025–26           | Прімейра-ліга     | 2         | 0         | 0     | 0     | 0          | 0          | —         | —         | —     | —    | 2      | 0      |
| Всього за кар'єру       | Всього за кар'єру | Всього за кар'єру | 21        | 0         | 0     | 0     | 0          | 0          | 0         | 0         | 0     | 0    | 21     | 0      |